# Pleasant Plain (Ohio)
Pleasant Plain es una villa ubicada en el condado de Warren en el estado estadounidense de Ohio. En el Censo de 2010 tenía una población de 154 habitantes y una densidad poblacional de 367,04 personas por km².

## Geografía
Pleasant Plain se encuentra ubicada en las coordenadas 39°16′42″N 84°6′44″O / 39.27833, -84.11222. Según la Oficina del Censo de los Estados Unidos, Pleasant Plain tiene una superficie total de 0.42 km², de la cual 0.42 km² corresponden a tierra firme y (0%) 0 km² es agua.

## Demografía
Según el censo de 2010, había 154 personas residiendo en Pleasant Plain. La densidad de población era de 367,04 hab./km². De los 154 habitantes, Pleasant Plain estaba compuesto por el 97.4% blancos, el 1.95% eran afroamericanos, el 0% eran amerindios, el 0% eran asiáticos, el 0% eran isleños del Pacífico, el 0% eran de otras razas y el 0.65% pertenecían a dos o más razas. Del total de la población el 0% eran hispanos o latinos de cualquier raza.